# Этимология эсперанто
Этимология эсперанто (эспер. Esperanto) — раздел лингвистики, изучающий происхождение слов языка эсперанто. Словарный запас языка и грамматические формы эсперанто исходят в основном из романских языков, реже — от германских. Язык эсперанто занимает середину между «натуралистическими» международными языками, такими как Интерлингва, которые заимствовали слова от исходных языков с небольшой внутренней деривацией, и априорными языками, такими, как международный искусственный язык Сольресоль, в которых слова не имеют никакой исторической связи с другими языками. В эсперанто корни слова заимствованы и сохраняют большую часть форм исходного языка, будь то фонетические формы (eks - от международных ex-, vualo от французского voile) или ортогональные формы (teamo, boato от английских team и boat, soifo от французского soif). Тем не менее, каждый корень на языке эсперанто может сформировать несколько десятков ответвлений, которые могут мало походить на эквивалентные им слова в исходных языках, таких как registaro (правительство), которое является производным от корня на латинском языке reg (правило), но по морфологии ближе к немецкому или русскому языкам.

## Исходные языки
Людвиг Лазарь Заменгоф взял большую часть корней языка эсперанто от слов италийских и германских языковых семейств. Это в основном итальянский, французский, немецкий, идиш и английский языки. Большая часть слов также относится к общеевропейской международной лексике. Здесь есть корни, общие для нескольких языков. Это, например, латинские viro — «мужчина» и okulo — «глаз».

### Романо-германские языки
Основными языками для эсперанто были французский, английский и немецкий языки, которые учили в школах по всему миру. В результате оказалось, что примерно две трети оригинальной лексики эсперанто включают романские языки, около одной трети — германские, включая пару корней из Швеции.
Часть слов, казалось бы немецкой лексики, на самом деле оказываются заимствованы из языка идиш на родном для Заменгофа северо-восточном диалекте, который лёг в основу его неудавшейся попытки стандартизации языка. Заменгоф никогда не признавался во влиянии языка идиш на эсперанто, чтобы избежать антисемитских предрассудков.
Многие латинские по внешнему виду корни, использующие итальянский язык для эсперанто, по форме ближе к французскому. Это такие слова на эсперанто, как ĉemizo 'рубашка' (французское chemise (сорочка) [ŝəmiz], итальянское camicia [kamiĉa]) и ĉevalo 'лошадь' (французское cheval, итальянское cavallo). На вид испанские или португальские корни ronki (храпеть) и iri (идти) могут исходить непосредственно из латыни.

### Латинский и греческий языки
Несколько корней для эсперанто были взяты непосредственно из классических языков:
Латинский: sed (но), tamen (однако), post (после), kvankam (хотя), kvazaŭ (как будто), dum (во время), nek (ни), aŭ (или), hodiaŭ (сегодня), abio (ель), iri (идти), ronki (храпеть), prujno (изморозь). Многие лексические аффиксы являются общими для нескольких языков и, следовательно, не могут иметь чётких источников, но некоторые, такие как -inda (достоин), -ulo (человек) и -op- (число), могут иметь латинский источник.
Слова ardeo 'цапля' и abio 'пихта', имена большинства растений и животных на эсперанто основаны на их биномиальной (биологической) номенклатуре.

### Славянские и литовский языки
Удивительно мало корней, похоже, пришли из других современных европейских языков, даже тех, с которыми он больше всего знаком. Далее следует довольно полный список таких корней, которые также не встречаются в основных языках:
Русский: barakti (барахтаться), gladi (утюжить, гладить), kartavi (картавить), deĵori (сторожить, дежурить), kolbaso (колбаса), krom (кроме), kruta (крутой), nepre (непременно), vosto (хвост), уменьшительно-ласкательные суффиксы -ĉjo и -njo (из -чка и -нька), увеличительный суффикс  -eg (из -яга), и, возможно, собирательный суффикс -aro, если он не из латыни.
Польский: barĉo (борщ, из barszcz), ĉu (вопросительная частица, из czy, возможно, из идиша tsi), eĉ (даже, из jeszcze), krado (решётка, из krata), luti (паять, из lutować), [via] moŝto ([Ваше] высочество, из mość), ol (чем, вероятно, из od), pilko (мяч, из piłka), ŝelko (помочи, из szelki).
Русский или польский: bulko (булка/bułka), celo (цель/cel), kaĉo (каша/kasz), klopodi (хлопотать/kłopot), po (по/po), pra- (пра-/pra-), prava (правый/prawy), svati (сват/swat).
Литовский: tuj (немедленно, из tuoj); возможно, суффикс -ope (собирательное числительное), du (два, из du, если не из латыни duo) и ĝi (это, из ji, jis).
Однако, хотя немногие корни приходят непосредственно из этих языков, русский оказал значительное влияние на семантику эсперанто. Частый, старый пример plena "полный, законченный", по форме романский (фр. plein(e), лат. plen- "полный"), но семантически широкий, как в русском полный, что можно увидеть во фразе plena vortaro «полный словарь», которая невозможна в латинском или французском.

### Другие языки
Некоторые слова в эсперанто были изменены до такой степени, что их трудно распознать в исходном языке. Например, итальянское а, ad (к) стали словом al (к) под влиянием сокращения al (на). Латинское ex (из) стало словом el (из) и ol  (чем), хотя последнее имеет параллель в немецком языке — als.
Не выяснено происхождение корней ĝi (вероятно, из литовского ji), -ujo (возможно, из французского étui), edzo (муж).

## Техническая лексика
За исключением примерно сотни общих или родовых названий растений и животных, эсперанто наследует международную биномиальную номенклатуру для названий живых организмов, используя изменения грамматических окончаний на -о и -а. Например, биномиальным названием цесарок является Numida meleagris. В эсперанто слово numido относится к любой птице из рода Numida.